# Angela Schuster
Angela Schuster es una deportista alemana que compitió en remo. Ganó tres medallas en el Campeonato Mundial de Remo entre los años 1988 y 1994.

## Palmarés internacional
| Representando a la RFA   |                               |                   |                         |
| Campeonato Mundial       |                               |                   |                         |
| Año                      | Lugar                         | Medalla           | Prueba                  |
| 1988                     | Milán (Italia)                | Medalla de plata  | Scull individual ligero |
| Representando a Alemania |                               |                   |                         |
| Campeonato Mundial       |                               |                   |                         |
| Año                      | Lugar                         | Medalla           | Prueba                  |
| 1993                     | Račice (República Checa)      | Medalla de plata  | Cuatro scull            |
| 1994                     | Indianápolis (Estados Unidos) | Medalla de bronce | Doble scull             |